# ADAS

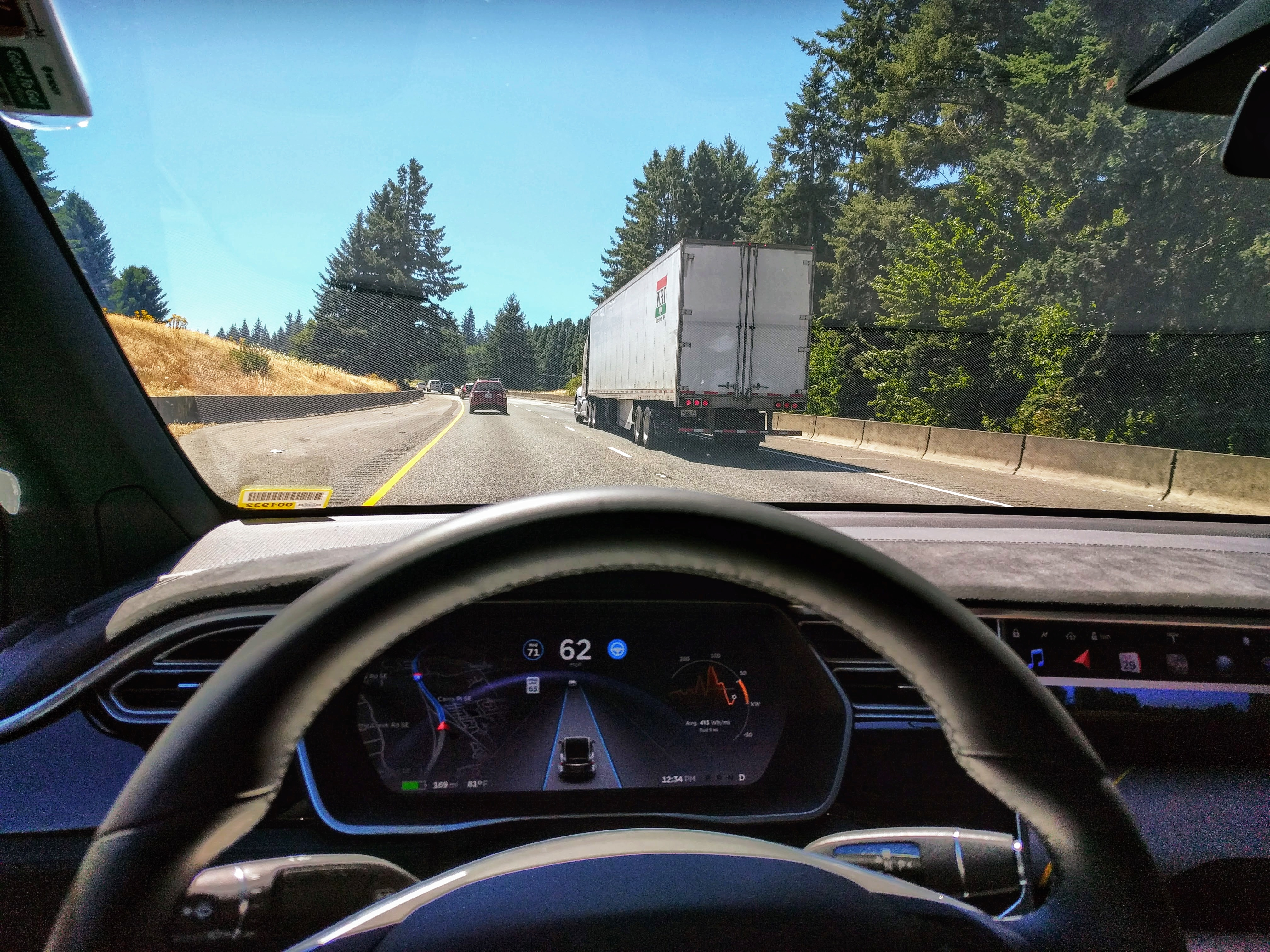
Асистент водія автомобіля Tesla

Удосконалена система допомоги водію (ADAS) (англ. Advanced driver-assistance systems) — електронна система, що допомагає водію керувати автомобілем і парковкою. Завдяки безпечному людино-машинному інтерфейсу ADAS сприяє безпеці автомобілей і дорожнього руху.

## Технічні особливості
В системах ADAS використовуються автоматизовані технології, датчики і відеокамери, які призначені для виявлення перешкод і помилок водія (наприклад, його сонливості) та відповідного реагування.
В якості технології візуалізації даних в ADAS застосовується доповнена реальність, у тому числі з відображенням інформації на лобовому склі автомобіля.
Для підвищення ефективності ADAS розробники запроваджують адаптивний круїз-контроль з прогнозуванням траєкторій руху автомобілів, пішоходів та тварин, що рухаються у полі зору сенсорів ADAS.

## Типові складові ADAS
- Система попередження про виїзд зі смуги
- Система автоматичної парковки
- Система виявлення сонливості водія
- Адаптивний круїз-контроль
- Електронний контроль стійкості (ESC, ESP)
- Гальмівний асистент (BAS, BA, AFU)
- Система кругового огляду